# 프루드 수
프루드 수(Froude number, Fr)는 수리학에서 개수로 흐름의 유속에 따른 흐름 특성을 나타내는 값 중의 하나이다. 프루드 수에 따라 흐름을 상류, 사류, 한계류(critical-flow)로 구분한다.

## 정의
{\displaystyle Fr={\frac {V}{\sqrt {gD}}}}
- V : 평균유속
- g : 중력가속도
- D : 수리평균심{\displaystyle \left(={\frac {A}{B}}\right)}
- A : 통수단면적
- B : 수로폭[1]

## 상류, 사류, 한계류
물이 흐르고 있는 수로에 돌멩이를 던진다고 해보자. 돌멩이는 수면에 파동을 일으킨다. 파동의 속도는 표면장파속도라고 하고 {\displaystyle {\sqrt {gD}}} 와 같다. 이 파동은 수로 유속이 느릴수록 상류로도, 하류로도 잘 전파될 것이다. 이때의 흐름을 상류라고 한다. 반면 수로 유속이 점점 빨라지다보면 상류로 가는 파동은 없는 순간이 올 것이다. 하류로는 계속 파동이 전달된다. 이때의 흐름은 한계류라고 한다. 한계류일 때보다 유속이 빠른 상태에서 돌을 던지면 파동이 하류로만 급속하게 퍼지게 된다. 이때의 흐름을 사류라고 한다.
위 사항을 식으로 정리하면 다음과 같다. 먼저 상류인 경우, 상류측으로 전파되는 파의 속도는 표면장파속도 {\displaystyle {\sqrt {gD}}}에서 반대방향으로 흘러가는 물의 유속 V를 뺀 값과 같을텐데, 이 값이 양이어야 상류측으로 파동이 전달된다. 즉
{\displaystyle {\sqrt {gD}}-V>0}
{\displaystyle {\sqrt {gD}}>V}
{\displaystyle 1>{\frac {V}{\sqrt {gD}}}=Fr}
따라서 상류라면 프루드 수가 1보다 작다.
한계류인 경우엔 상류로 전파되는 파가 없어지는 순간이므로 표면장파속도와 물의 유속이 같은 순간일 것이다. 즉
{\displaystyle {\sqrt {gD}}-V=0}
{\displaystyle {\sqrt {gD}}=V}
{\displaystyle 1={\frac {V}{\sqrt {gD}}}=Fr}
한계류일 때의 프루드 수는 1이다.
마찬가지로 사류일 때는
{\displaystyle {\sqrt {gD}}-V<0}
{\displaystyle {\sqrt {gD}}<V}
{\displaystyle 1<{\frac {V}{\sqrt {gD}}}=Fr}
사류일 때의 프루드 수는 1보다 크다.

## 같이 보기
- 레이놀즈 수